# Keke Palmer

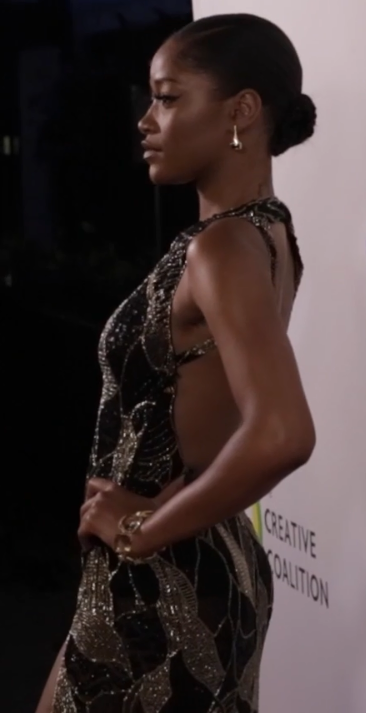
Keke Palmer (TIFF 2019)

Keke Palmer, właśc. Lauren Keyana Palmer (ur. 26 sierpnia 1993 w Harvey) – amerykańska aktorka i piosenkarka.
Keke Palmer wystąpiła m.in. w filmach Barbershop 2: Z powrotem w interesie (Barbershop 2: Back in Business, 2004), Akeelah i jej nauczyciel (Akeelah and the Bee, 2006), Wskakuj! (Jump In!, 2006), a także Moja wielka wściekła rodzina (Madea's Family Reunion, 2006). Keke grała główną rolę w serialu True Jackson, który emitowany był w stacji telewizyjnej Nickelodeon.
Palmer była nominowana do nagrody Screen Actors Guild za rolę w filmie telewizyjnym Ciepła czapka (The Wool Cap, 2004) i jest laureatką nagrody National Association for the Advancement of Colored People (Krajowego stowarzyszenia na rzecz osób kolorowych).

## Filmografia
- Barbershop 2: Z powrotem w interesie (Barbershop 2: Back in Business, 2004) jako Siostrzenica Giny
- Dowody zbrodni (Cold Case, 2004) jako Arlene Marion (1 odcinek)
- Życie przede wszystkim (Strong Medicine, 2004) jako Sarina (1 odcinek)
- Ciepła czapka (The Wool Cap, 2004) jako Lou
- Keke & Jamal (2005) jako Keke Stewart
- Second Time Around (2005) jako Sharlene (1 odcinek)
- Ostry dyżur (ER, 2005) jako Janell Parkerson (1 odcinek)
- Prawo i bezprawie (Law & Order: Special Victims Unit, 2005) jako Tasha Wright (1 odcinek)
- Rycerze Południowego Bronksu (Knights of the South Bronx, 2005) jako Kenya Russell
- Akeelah i jej nauczyciel (Akeelah and the Bee, 2006) jako Akeelah Anderson
- Moja wielka wściekła rodzina (Madea's Family Reunion, 2006) jako Nikki
- Wskakuj! (Jump In!) jako Mary Thomas
- House of Payne (2007) jako Nikki (1 odcinek)
- Klub Winx - tajemnica zaginionego królestwa (2007) jako Layla (w wersji anglojęzycznej)
- Ślady zbrodni (Cleaner, 2007) jako Rose Carver
- The Longshots (2008) jako Jasmine
- Opowieści dziwnej treści: Żółw i zając (Unstable Fables: Tortoise vs. Hare, 2008) jako Żółw Crystal (głos)
- True Jackson (2008-2011) jako True Jackson (60 odcinków)
- Całe życie z wariatami (Shrink, 2009) jako Jemma
- Madea Goes to Jail (2009) jako Toni
- Wyśpiewać marzenia (2012) jako Kadee Worth
- Radośnie śpiewajmy (2012) jako Olivia Hill
- Królowe krzyku (Scream Queens[1], 2015-2016) jako Zayday Williams
- Stacja Berlin (Berlin Station[1], 2017-2019) jako April Lewis
- Star (2017-2019) jako Gigi
- Alfons (Pimp[1], 2018) jako Wednesday
- Krzyk (2019) jako Kym
- Ślicznotki (Hustlers[1], 2019) jako Mercedes
- 2 Minutes of Fame (2020) jako Sky
- Alice[1] (2022) jako Alice
- The Proud Family: Louder and Prouder (2022) jako Maya
- Buzz Astral (film) (2022) jako Izzy